# Voleibol de praia nos Jogos do Mediterrâneo
O voleibol de praia faz parte do programa esportivo dos Jogos do Mediterrâneo desde a décima quinta edição do evento, realizada em 2005, em Almería., disputado a cada quatro anos, a modalidade não integrou o programa da edição de 2022 em Orão, Argélia.

## Eventos
| Eventos   | 05 | 09 | 13 | 18 |
| --------- | -- | -- | -- | -- |
| Masculino | •  | •  | •  | •  |
| Feminino  | •  | •  | •  | •  |